# Coppa Agostoni 1961

La Coppa Agostoni 1961, sedicesima edizione della corsa, si svolse il 18 ottobre 1961 su un percorso di 205 km. La vittoria fu appannaggio dell'italiano Giovanni Bettinelli, che completò il percorso in 5h19'00", precedendo i connazionali Giuseppe Fallarini e Ercole Baldini.
Sul traguardo di Lissone 43 ciclisti, su 67 partiti dalla medesima località, portarono a termine la competizione. 

## Ordine d'arrivo (Top 10)
| Pos. | Corridore           | Squadra        | Tempo    |
| ---- | ------------------- | -------------- | -------- |
| 1    | Giovanni Bettinelli | Legnano        | 5h19'00" |
| 2    | Giuseppe Fallarini  | Molteni        | s.t.     |
| 3    | Ercole Baldini      | Ignis          | s.t.     |
| 4    | Imerio Massignan    | Legnano        | s.t.     |
| 5    | Angelo Conterno     | Baratti-Milano | s.t.     |
| 6    | Gastone Nencini     | Ignis          | a 1'18"  |
| 7    | Graziano Battistini | Legnano        | s.t.     |
| 8    | Aurelio Cestari     | Ignis          | s.t.     |
| 9    | Battista Babini     | Molteni        | s.t.     |
| 10   | Arnaldo Pambianco   | Fides          | s.t.     |